# Secondo premolare superiore

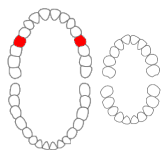
Posizione dei secondi premolari superiori nella dentatura permanente. Sono assenti nella dentatura decidua.

I premolari superiori hanno la caratteristica di essere simili tra loro, e disposti in serie discendente: il secondo è dunque più piccolo del primo, a differenza degli inferiori. Possiedono due cuspidi di misura pressoché equivalente.
Il secondo premolare superiore ha mediamente un'altezza di 22.5 mm, di cui 8.5 coronali e 14 radicolari, ed un diametro mesiodistale piuttosto stretto (7 mm), e uno vestibolo-palatale di 9 mm, come il primo premolare superiore.

## Disposizione e rapporti
Mesialmente prende contatto con la faccia distale del primo premolare nel terzo occlusale; distalmente il contatto con il primo molare è alla stessa altezza. Con il tempo e con l'usura dei denti il contatto mesiale diventa una superficie ellittica lievemente allungata in senso vestibolo-palatale, quello distale piuttosto rotondeggiante. 

## Morfologia coronale
Vestibolarmente  la corona ha una forma ovoidale simile al primo premolare, ma la corona appare leggermente più corta, stretta e tozza, i lobi e le depressioni sulla faccia vestibolare sono meno accentuati del primo premolare superiore. La costa mesiale è inoltre leggermente più lunga della distale, cosicché la cuspide risulta leggermente spostata mesialmente, seppur in misura minore di quanto avviene per il primo. I contorni sono concavi dal colletto fino al punto di contatto.
La superficie vestibolare è regolarmente convessa, col punto di massima convessità a metà del terzo medio coronale.
La faccia palatale  è leggermente più stretta della vestibolare. La superficie è convessa e liscia. I contorni sono convessi. 
Distalmente e mesialmente ha forma trapezoidale; il diametro vestibolo-palatale massimo è a livello del terzo cervicale. Il contorno vestibolare è lievemente convesso, il linguale decisamente arrotondato. Le cuspidi risultano piuttosto acute, con la vestibolare appena più alta della palatale (circa mezzo millimetro). La cresta marginale mesiale non risulta attraversata da solchi secondari, come nel primo premolare superiore. La superficie è regolarmente convessa.
Occlusalmente ha forma ovoidale e piuttosto simmetrica. Il punto di contatto mesiale è sul terzo vestibolare, il distale al centro del lato distale, al contrario del primo premolare. La faccia occlusale propriamente detta è compresa nei limiti delle coste e delle cuspidi. Possiede un solco principale mesio distale leggermente spostato lingualmente, che separa la cuspide vestibolare dalla palatale. Il solco è più corto di quello del primo premolare, e da questo originano numerosi solchi accessori che conferiscono all'elemento un aspetto increspato, in questo dente è assente il solco di sviluppo caratteristica differenziale col primo premolare superiore.

## Morfologia radicolare
È presente una sola radice. Nel 60% presenta un solo canale, nel 35% 2 canali che si biforcano nel terzo medio della radice.

## Odontogenesi
La calcificazione della corona inizia verso i 2 anni e viene completata verso i 6-7 anni. Il dente erompe verso i 10 anni e la rizogenesi è completata tra i 12 e i 14 anni.